# Bezirk Uhnów
Bezirk Uhnów – dawny powiat (Bezirk) kraju koronnego Królestwo Galicji i Lodomerii, funkcjonujący w latach 1854–1867. Siedzibą starostwa było miasteczko Uhnów.

## Historia
Bezirk Uhnów utworzono w ramach reformy uwłaszczeniowej z okresu Wiosny Ludów (1848–1849), która likwidowała jurysdykcję właściciela ziemskiego nad poddanymi. W Galicji, dominium – jako podstawowa jednostka administracyjna i filar systemu feudalnego straciło rację bytu. Konieczne stało się zatem wprowadzenie nowego systemu administracyjnego, którego zręby powstały w latach 1851–1855. Nowy trójstopniowy podział administracyjny objął 21 cyrkułów (niem. Kreise), 179 małych powiatów (niem. Bezirke) i ponad 6000 gmin (niem. Gemeinde).
Bezirk Uhnów objął obszar o wielkości 8,4 mil², zamieszkany przez 21.566 ludzi i podzielony na 28 gmin katastralnych, w tym jedno miasteczko (Uhnów). Wszedł w skład cyrkułu żółkiewskiego, jako jeden z jego dziesięciu powiatów. Na północy graniczył z Imperium Rosyjskim.
Po nadaniu Galicji autonomii oraz powołaniu samorządu gminnego i powiatowego w 1865 zlikwidowano cyrkuły (Kreise). Dotychczasowe małe powiaty (Bezirke) w liczbie 179, utrzymały się do 1867 roku, kiedy to w następstwie kolejnej reformy administracyjnej (23 stycznia 1867) zostały zastąpione przez 74 większych powiatów. Obszar zniesionego Bezirk Uhnów wszedł wtedy w całości w skład nowego powiatu rawskiego.

## Podział administracyjny (1854)
| Lp. | Gmina jednostkowa                               | Powierzchnia | Ludność | Powiat w 1867 po zniesieniu |
| --- | ----------------------------------------------- | ------------ | ------- | --------------------------- |
| 1   | Uhnów (m)                                       | 3504         | 2994    | rawski                      |
| 2   | Zastawie                                        | 3504         | 257     | rawski                      |
| 3   | Karów z Nowymdworem, Bożenkami i Iwankami       | 6860         | 1101    | rawski                      |
| 4   | Dyniska                                         | 3612         | 588     | rawski                      |
| 5   | Nowosiółki Przednie                             | 1388         | 320     | rawski                      |
| 6   | Korczmin                                        | 2309         | 631     | rawski                      |
| 7   | Korczów                                         | 2335         | 636     | rawski                      |
| 8   | Poddębce z Michałówką, Zabużanką i Józefówką    | 4234         | 980     | rawski                      |
| 9   | Rzeczyca z Hubinkiem                            | 4167         | 1084    | rawski                      |
| 10  | Żurawce z Netrebą, Północkami i Rudą Żurawiecką | 3674         | 1177    | rawski                      |
| 11  | Ulhówek                                         | 2197         | 896     | rawski                      |
| 12  | Krzewica                                        | 1140         | 333     | rawski                      |
| 13  | Tarnoszyn                                       | 1924         | 411     | rawski                      |
| 14  | Szczepiatyn                                     | 1557         | 426     | rawski                      |
| 15  | Wasylów Wielki                                  | 2019         | 758     | rawski                      |
| 16  | Machnów z Borkami, Stroną i Zieloną             | 4700         | 696     | rawski                      |
| 17  | Wierzbica z Wólką                               | 4520         | 845     | rawski                      |
| 18  | Nowosiółki Kardynalskie                         | 1359         | 352     | rawski                      |
| 19  | Woronów                                         | 747          | 167     | rawski                      |
| 20  | Staje                                           | 2286         | 439     | rawski                      |
| 21  | Ostobuż                                         | 1347         | 289     | rawski                      |
| 22  | Tehlów                                          | 2269         | 373     | rawski                      |
| 23  | Choronów z Bruckenthalem                        | 3640         | 609     | rawski                      |
| 24  | Chlewczany z Maziarkami                         | 7419         | 1458    | rawski                      |
| 25  | Domaszów                                        | 2940         | 740     | rawski                      |
| 26  | Sałasze                                         | 3988         | 670     | rawski                      |
| 27  | Zaborze                                         | 1839         | 711     | rawski                      |
| 28  | Wólka Mazowiecka                                | 6098         | 1625    | rawski                      |

Objaśnienie:
(M) = miasto; (m) = miasteczko